# Кириллова (остановочный пункт)
Кири́ллова — остановочный пункт Екатеринбургского региона Свердловской железной дороги на межстанционном перегоне Худяково — Ирбит. Расположен в Ирбитском районе Свердловской области, в нескольких километрах от деревни Кирилловой.

## Название
Современное название остановочный пункт получил по наименованию ближайшей деревни. Данное название присвоено остановочному пункту приказом ОАО «РЖД» от 08.09.2022 № 50 и изданным на его основе приказом Росжелдора от 28.09.2022 № 520  в ходе кампании по присвоению наименований безымянным остановочным и раздельным пунктам Свердловской железной дороги (как правило, именуемым по километражу тех или иных железнодорожных веток). Приказ Росжелдора вступил в силу через 14 дней с момента подписания.
Ранее остановочный пункт назывался  185-м километром (185 км) по километражу устье-ахинского направления от станции Шарташ в городе Екатеринбурге.
Мероприятия по переименованию в рамках вышеупомянутой кампании проводились ещё с 2020 года.

## Географическое положение
Остановочный пункт находится на 185-м километре железнодорожной ветки Шарташ — Егоршино — Устье-Аха, на перегоне Худяково — Ирбит. Железная дорога в данной местности проходит с западо-юго-запада на востоко-северо-восток.
Остановочный пункт расположен в центральной части Ирбитского района и Ирбитского муниципального образования (границы района и муниципального образования полностью совпадают). Остановочный пункт находится к северо-востоку от областного центра Екатеринбурга, к юго-западу от районного центра Ирбита и приблизительно в трёх километрах к юго-юго-востоку от деревни Кирилловой. Подъезд к остановочному пункту Кириллова очень затруднён. Между деревней и железной дорогой пролегает Камышловский тракт, ведущий из Ирбита в город Камышлов. Между автомобильной и железной дорогами примерно 800—900 метров полей и лесов, где почти нет никаких дорог. От Камышловского тракта в районе остановочного пункта к деревне Кирилловой ведёт полевая дорога.
Остановочный пункт и участок железной дороги в данном месте окружены землями 25-го и 26-го кварталов урочища колхоз «Дружба» Зайковского участкового лесничества Ирбитского лесничества.

## Пассажирские перевозки
Остановочный пункт находится на однопутном неэлектрифицированном участке Егоршино — Тавда. По состоянию на 2023 год здесь не останавливаются поезда. Все пригородные и местный пассажирский поезда проходят Кириллову без остановок. Вокзала и билетных касс на данном остановочном пункте нет.

### Электронные ресурсы
1. 1 2 3  Остановочный пункт 185 км. Фотолинии — Railwayz.info. Дата обращения: 29 марта 2023. Архивировано 29 марта 2023 года.
2. 1 2 3  Павел Яблоков. Новые имена транспортных объектов: выбор пассажиров Московского метро и Свердловской железной дороги. tr.ru (26 октября 2022). Архивировано 24 марта 2023 года.
3. ↑  О внесении изменений в перечень железнодорожных станций, открытых для выполнения соответствующих операций, и выполняемых ими операций — Правовые акты Росжелдора. Дата обращения: 29 марта 2023. Архивировано 28 марта 2023 года.
4. 1 2  Данные получены при помощи картографического сервиса Яндекс Карты.
5. ↑  Лесохозяйственный регламент Ирбитского лесничества Свердловской области (недоступная ссылка)
6. ↑  Кириллова — остановочный пункт — Точка-на-Карте. Дата обращения: 29 марта 2023. Архивировано 29 марта 2023 года.